# Tony Stewart

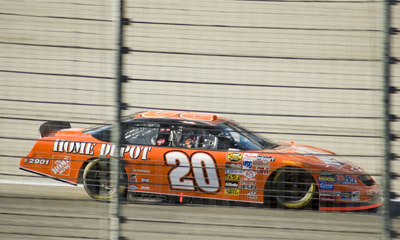
Stewart op de Texas Motor Speedway in 2007.

Anthony Wayne Stewart (Columbus (Indiana), 20 mei 1971) is een Amerikaans autocoureur. Hij won de IndyCar Series in 1997 en hij won drie keer de titel in de NASCAR Sprint Cup.

## Carrière
Stewart maakte zijn debuut in de NASCAR Nationwide Series en de NASCAR Truck Series in 1996. Datzelfde jaar nam hij deel aan het dan nieuw opgerichte IndyCar Series, dat enkel uit drie races bestond en eindigde in mei met de Indianapolis 500. Op 18 augustus 1996 begon het tweede seizoen en hij won de race op de Pikes Peak International Raceway en hij won het kampioenschap met zes punten voorsprong op Davey Hamilton. In 1998 won hij de races op de Walt Disney World Speedway en de New Hampshire Motor Speedway en werd hij derde in de eindstand. Daarna reed hij enkel nog de Indianapolis 500 in 1999 en 2001 in deze raceklasse.
Vanaf 1999 stapte hij over naar de Winston Cup, de huidige NASCAR Sprint Cup, de hoogste afdeling in het NASCAR racen. Hij won het kampioenschap in 2002, 2005 en 2011. Hij reed tussen 1999 en 2008 voor Joe Gibbs Racing en won in totaal 33 races met het team in de Winston Cup. Hij won in zijn carrière eveneens acht races in de Nationwide Series en twee races in de Truck Series. In 2009 richtte hij samen met zakenman Gene Haas Stewart Haas Racing op, waar hij vanaf dan mee deelneemt aan het NASCAR kampioenschap.

## Resultaten

#### IndyCar Series
IndyCar Series resultaten (aantal gereden races, aantal maal in de top 5 van een race, eindpositie kampioenschap en punten)
| Jaar | Races | 1ste | 2de | 3de | 4de | 5de | Rang | Ptn |
| ---- | ----- | ---- | --- | --- | --- | --- | ---- | --- |
| 1996 | 3     | -    | 1   | -   | -   | -   | 8    | 68  |
| 1997 | 10    | 1    | 1   | -   | -   | 2   | 1    | 278 |
| 1998 | 11    | 2    | 1   | 1   | -   | 1   | 3    | 289 |
| 1999 | 1     | -    | -   | -   | -   | -   | 33   | 22  |
| 2001 | 1     | -    | -   | -   | -   | -   | 39   | 28  |

#### Indianapolis 500
| Jaar | Chassis | Motor      | Start | Finish | Team                |
| ---- | ------- | ---------- | ----- | ------ | ------------------- |
| 1996 | Lola    | Buick      | 1     | 24     | Team Menard         |
| 1997 | G-Force | Oldsmobile | 2     | 5      | Team Menard         |
| 1998 | Dallara | Oldsmobile | 4     | 33     | Team Menard         |
| 1999 | Dallara | Oldsmobile | 24    | 9      | TriStar Motorsports |
| 2001 | G-Force | Oldsmobile | 7     | 6      | Chip Ganassi Racing |

#### NASCAR Sprint Cup
Sprint Cup resultaten (aantal gereden races, polepositions, gewonnen races en positie in het kampioenschap)
| Jaar | Races | Polepositions | Overwinningen | Kampioenschap |
| ---- | ----- | ------------- | ------------- | ------------- |
| 1999 | 34    | 2             | 3             | 4e            |
| 2000 | 34    | 2             | 6             | 6e            |
| 2001 | 36    | 0             | 3             | 2e            |
| 2002 | 36    | 2             | 3             | 1e            |
| 2003 | 36    | 1             | 2             | 7e            |
| 2004 | 36    | 0             | 2             | 6e            |
| 2005 | 36    | 3             | 5             | 1e            |
| 2006 | 36    | 0             | 5             | 11e           |
| 2007 | 36    | 0             | 3             | 6e            |
| 2008 | 36    | 0             | 1             | 9e            |
| 2009 | 36    | 0             | 4             | 6e            |
| 2010 | 36    | 2             | 2             | 7e            |
| 2011 | 36    | 1             | 5             | 1e            |
| 2012 | 36    | 1             | 3             | 9e            |
| 2013 | 21    | 0             | 1             | 29e           |